# Spathodea
Genre
Classification phylogénétique
Spathodea est un genre de plantes à fleurs de la famille des Bignoniaceae. Ce sont des arbres originaires d'Afrique. C'est le genre du tulipier du Gabon.

## Liste d'espèces
- Spathodea campanulata P.Beauv. - Tulipier du Gabon
- Spathodea obovata Kunth